# Restaurante Sant Pau

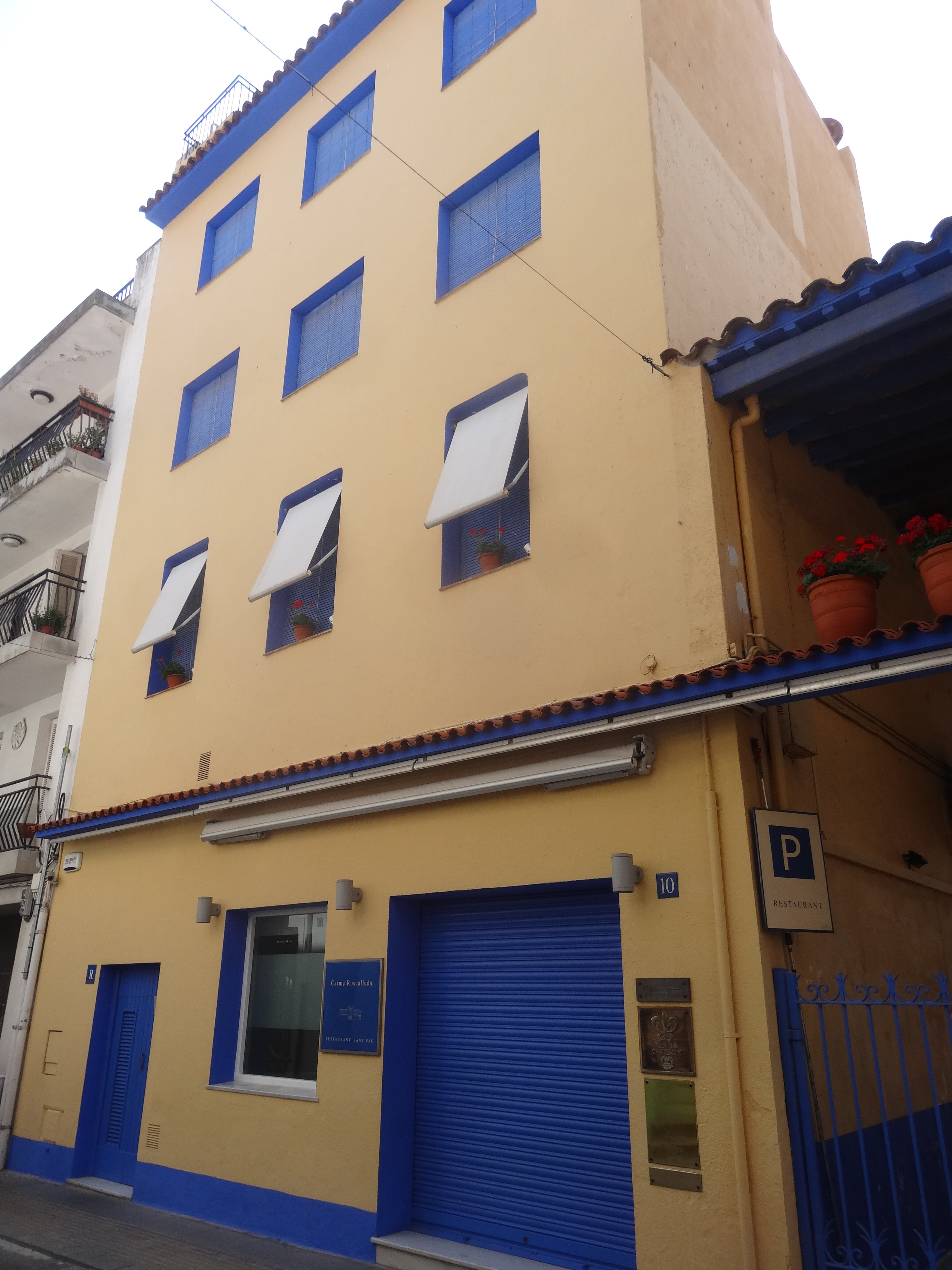
Exterior del Restaurante Sant Pau (Sant Pol de Mar).

El restaurante Sant Pau es un restaurante ubicado en San Pol de Mar (Barcelona) España. A medio camino entre Barcelona y Gerona, que está galardonado con tres estrellas de la Guía Michelín y tres soles de la Guía Campsa.[cita requerida] La chef es Carme Ruscalleda mientras que la sala está dirigida por su marido, Toni Balam. El edificio es una antigua torre construida en 1881 y que antes había funcionado como hostal. Su capacidad es de 35 personas y está abierto todo el año. Desde 2006 existe una réplica en Tokio (Japón), con la misma filosofía en ambiente y cocina y que cuenta con dos estrellas de la Guía Michelín.
El estilo de su cocina es creativo y moderno, aunque siempre basado en la tradición y los productos catalanes de temporada. Por ejemplo, en el menú propuesto para 2009 no falta un aperitivo con espardenyes, platos como las manitas de cerdo, queso de Mahón y postres como magdalenas hechas con vino de Banyuls o la clásica coca de cabello de ángel.
Los menús buscan ser equilibrados, saludables y formados por productos de temporada. Las cartas están escritas con lenguaje directo y sencillo, sin giros pomposos, con la prioridad de ser explicativos y, si se puede, con un toque poético o de humor. A veces se les pueden encontrar referencias literarias. 
El restaurante Sant Pau sirvió su última cena el 27 de octubre de 2018.[cita requerida]

## Premios, galardones y reconocimientos
Premios, galardones y reconocimientos otorgados al restaurante y a su equipo:
- 1992 Representa a la  de Cataluña en la Expo de Sevilla
- 1995 Premio "Mejor Cocinera" a Carme Ruscalleda, otorgado por la guía Lo mejor de la gastronomía
- Medalla al Mérito Cívico, otorgada por la Obra del Ballet Popular
- 1997 Premio Restaurante del Año, otorgado por la revista Gourmetour
- 1998 Premio Nacional de Gastronomía, otorgado por la Academia Española de Gastronomía, la Cofradía de la Buena

Mesa y la Secretaría de Estado y Turismo de España.
- Premio Sánchez Cotán, de la Academia Española de Gastronomía a la mejor carta de restaurante
- Primer premio Davidoff a la Exceléncia en hostelería
- Premio Nadal de la Gastronomía: Restaurante del Año
- Premio Cocinera del Año a Carme Ruscalleda
- 2000 Premio Cocinera de Oro a Carme Ruscalleda, otorgado por Intxaurrondoko Gastronomi Elkartea
- 2001 Premio Mujer Emprendedora a Carme Ruscalleda, otorgado por FIDEM
- 2002 Pere Vilà compone una sardana en honor a Carme Ruscalleda y con su nombre
- 2004 Premio Restaurante del Año, otorgado por la revista Gourmetour
- 2008 Carme Ruscalleda recibe el Premio Creu de Sant Jordi, el máximo honor otorgado por la Generalidad de Cataluña